# Station Essex Road
Essex Road is een spoorwegstation van National Rail in Islington in Engeland. Het station is eigendom van Network Rail en wordt beheerd door Govia Thameslink Railway. 